# Bombeo solar

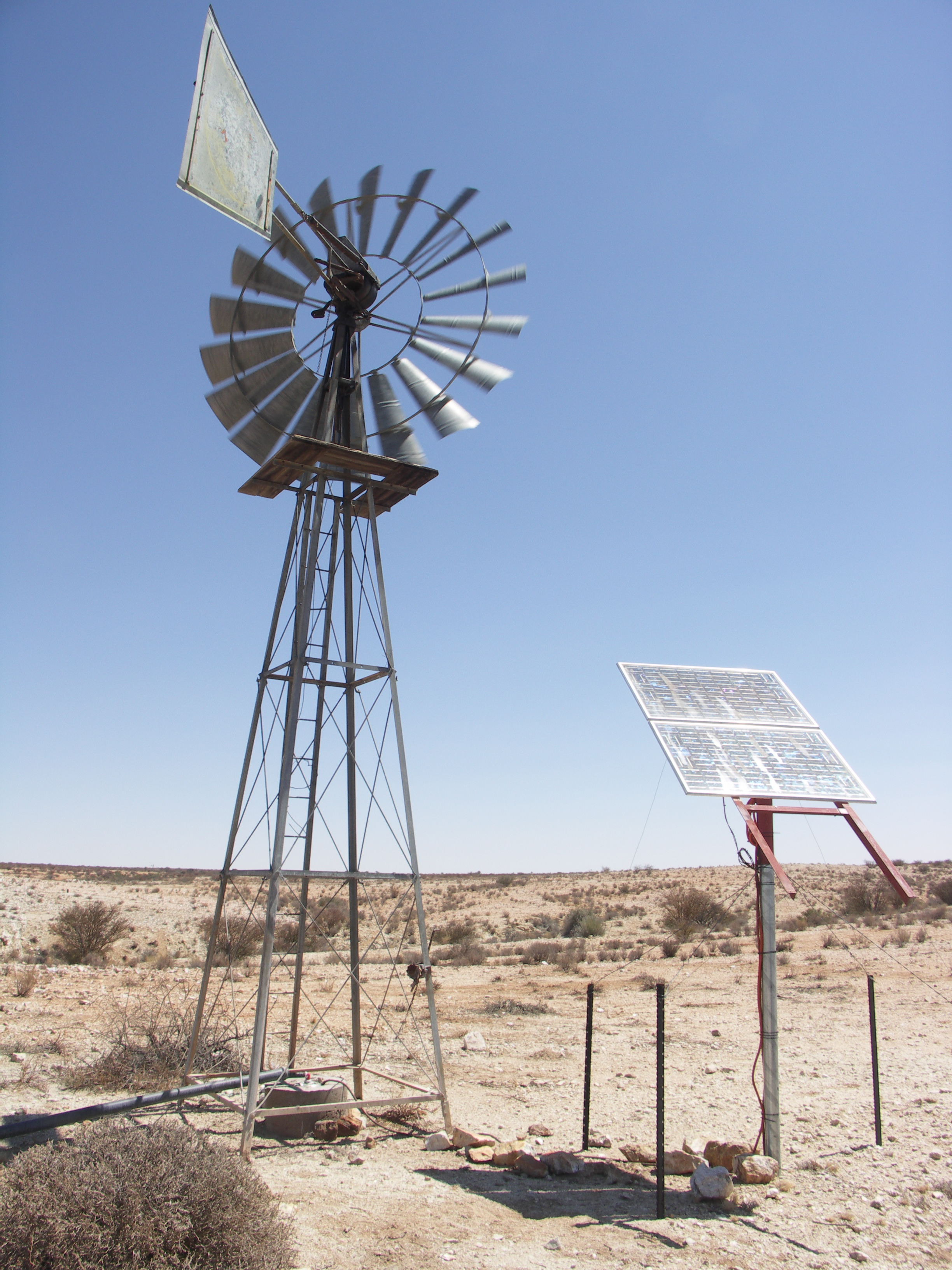
Una bomba de agua eólica reemplazada por un sistema de bombeo solar en el parque nacional de Augrabies.

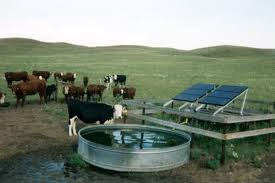
Esta bomba de agua solar de hasta 5 CV es útil para servir al ganado.

Un sistema de bombeo solar consiste en una bomba hidráulica alimentada de manera directa por paneles solares fotovoltaicos, en lugar de ser abastecida mediante electricidad convencional o diésel.
Los sistemas de bombeo fotovoltaico —al igual que los alimentados mediante energía eólica— son muy útiles allí donde no es posible acceder a la red general de electricidad o bien supone un precio prohibitivo. Su coste es generalmente más económico debido a sus menores costes de operación y mantenimiento, y presentan un menor impacto ambiental que los sistemas de bombeo alimentados mediante motores de combustión interna, que tienen además una menor fiabilidad.
Las bombas utilizadas pueden ser tanto de corriente alterna (AC) como corriente continua (DC). Normalmente se emplean motores de corriente continua para pequeñas y medianas aplicaciones de hasta 3 kW de potencia, mientras que para aplicaciones más grandes se utilizan motores de corriente alterna acoplados a un inversor que transforma para su uso la corriente continua procedente de los paneles fotovoltaicos. Esto permite dimensionar sistemas desde 0,15 kW hasta más de 55 kW de potencia, que pueden ser empleados para abastecer complejos sistemas de irrigación o almacenamiento de agua. En algunos casos se instala un sistema de alimentación híbrido, que puede recibir energía tanto de paneles fotovoltáicos como de un aerogenerador, mejorando sustancialmente el bombeo.
Los sistemas de bombeo se dimensionan de acuerdo a las condiciones de irradiación solar del lugar, la altura dinámica total de bombeo y la necesidad de agua por día. No se aconseja la utilización de baterías, ya que estas necesitan mantenimiento y pueden ser un punto de falla. Lo recomendable es instalar un depósito de agua que actúa como reserva para los días donde la irradiación solar es baja. Para ello es común la instalación de tanques australianos, bateas o depósitos excavados.
Las bombas solar puede ser de dos tipos:
- Bomba sumergible: por su gran capacidad de aspersión son especialmente indicada para bombear agua localizada a gran profundidad (puede llegar a más de 100m).

- Bomba de superficie: es la más adecuada para bombear agua desde un tanque en la superficie. Es capaz de crear un gran caudal, de manera que puede distribuir agua en una gran superficie o elevar el agua en otro tanque.

Actualmente las empresas líderes en bombeo solar son Grundfos y Lorentz, esta última desarrolló un novedoso sistema de motores de corriente continua sin escobillas que le da mayor vida útil y necesita menos paneles solares. También existen numerosas marcas asiáticas que fabrican bombas solares a un menor costo.  El bombeo solar Grundfos de la gama SQFlex incorporan un motor de imanes permanentes que permite utilizar de manera eficiente la energía procedente de fuentes naturales.
También existen sistemas de bombeo solar con inversores, además de ser algo fácil de adaptar a una instalación preexistente que ya cuenta con una bomba de agua eléctrica convencional, es que una vez instalado, puede funcionar de manera autónoma sin intervención del usuario y prácticamente libre de mantenimiento. Los mismos prescinden de baterías para su funcionamiento, lo que implica que el sistema fotovoltaico no posee desgaste alguno y la única intervención necesaria por parte del usuario, es la necesidad de mantener limpios los cristales de los módulos fotovoltaicos de modo que el sistema no pierda eficiencia energética.